# Séfar
Séfar est une ancienne cité perdue au cœur du massif montagneux du Tassili n'Ajjer, à plus de 2 400 km au sud d'Alger, à 20 km de Djanet et tout près de la frontière libyenne dans le désert du Sahara. Séfar est la plus grande ville troglodyte du monde, avec plusieurs milliers d'habitations. Séfar est inscrite au patrimoine mondial de l'UNESCO depuis 1982.

## Art rupestre
En 1956, l’explorateur Henri Lhote se lance à la découverte des trésors cachés de la Tassili n'Ajjer avec une caravane de 30 chameaux. Il initie ainsi l’une des expéditions les plus marquantes de la deuxième moitié du XXe siècle. Son objectif : étudier et documenter les ressources artistiques et culturelles du plateau tassilien,,.
Encouragé par le préhistorien Henri Breuil et le directeur du Musée de l'Homme Paul Rivet, Henri Lhote s’entoure de peintres, de dessinateurs et d’un photographe. L’équipe est conduite par le guide Jebrine Ag Mohamed Machar, Touareg de la tribu Idjeradjeriouène Kel Maddak,. À travers le massif montagneux, elle avance lentement mais sûrement, le Tassili n'Ajjer est un plateau difficile d’accès, composé « de petits massifs », « d’étroits couloirs », de « falaises » et de « champs de colonnes ».
Mais la richesse des fresques plurimillénaires laisse l’explorateur sans voix et lui donnent l’impression de se trouver devant le « plus grand musée d’art préhistorique au monde ».  Au terme d’une étape périlleuse, Henri Lhote et son équipe aboutissent au massif de Séfar, en mars 1957.
Cet ensemble de sites est constitué de nombreux abri-sous-roche le plus souvent ornés de peintures« […] nous nous trouvons devant des figures étranges, si différentes de l’art préhistorique classique que nous nous sentons évoluer dans un monde à part »  — écrira Henri Lhote.
Le site regorge de peintures rupestres, dont certaines dateraient de plus de 10 000 ans. Elles représentent pour la plupart des animaux et des scènes de chasse ou de la vie quotidienne, qui permettent de suivre et reconstituer changements climatiques, les migrations de la faune et l’évolution de la vie humaine aux confins du Sahara sur une période allant d’environ 6000 av. J.-C. jusqu’aux premiers siècles de notre ère,.
Selon l'UNESCO, le site abrite l’un des plus importants ensembles d’art rupestre préhistorique du monde. Plus de 15 000 dessins et gravures permettent d’y suivre, depuis environ 6000 av. J.-C. jusqu’aux premiers siècles de notre ère, les changements du climat, les migrations de la faune et l’évolution de la vie humaine aux confins du Sahara. Les dessins montrent des espèces aquatiques, telles que l'hippopotame, et d'autres espèces éteintes dans la région depuis plusieurs milliers d'années,.
Les peintures rupestres du Sahara central ont longtemps eu (et subissent parfois encore) la réputation de n’être pas datés. Il est vrai qu’on n’y dispose pas de datations directes comparables à celles obtenues en Europe pour l’art pariétal, mais des recherches récentes permettent de réviser la chronologie de plusieurs écoles artistiques s’étant exprimées dans cette région au cours de l’Holocène :
- L’art des peintres du style « classique » des Têtes Rondes s’exprime sans doute après 8000±900 cal.BC, mais probablement pas avant le milieu du sixième millénaire cal.BC du fait de l’aride installé à partir de 6200.
- Viennent ensuite les productions pastorales : les graveurs en style du Mesāk s’affirment surtout de 4500 à 4000 cal.BC, alors que, dans le Tassili n'Ajjer, la floraison des peintures du Bovidien se situe elle aussi dans le cinquième millénaire.
- Le style d’Iheren se manifeste vers 3000 cal.BC.
- Le style Caballin vers le dernier millénaire avant l’ère commune.
- Le style Camélin clôt la séquence avec l’arrivée du dromadaire, probablement aux environs du cinquième siècle de l’ère commune[7].

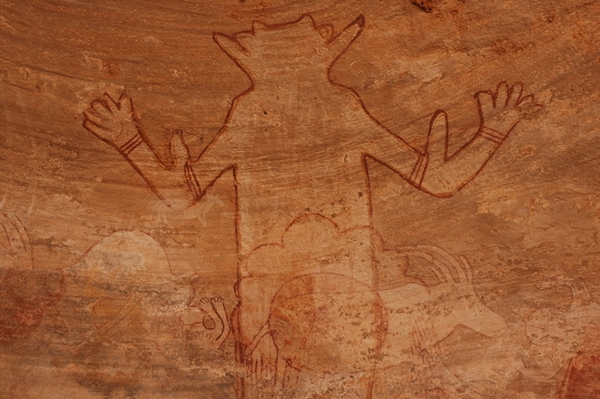
Peinture rupestre Le Grand Dieu de Séfar.

L'une des plus connues peintures rupestres de Séfar est celle nommée " le Grand Dieu" où se dresse une figure étrange, haute de 1,55 m et formant le centre d’une vaste scène qui s’étend sur 20 m2. La forme de la tête et les excroissances sur les bras restent inexpliquées. L’explorateur français Henri Lhote l’avait d’abord nommé « l’abominable homme des sables »,,
La fresque du "Grand Dieu" à Séfar. Elle s'étale sur toute la surface d'un abri sur 16 m de long et environ 30 m2. La paroi est tournée vers une esplanade où se déroulaient les cérémonies immortalisées par la fresque. Les principaux acteurs de la scène sont facilement identifiables : au centre le "Grand Dieu" qui avec ses 3 m de haut est particulièrement impressionnant avec une grande poche entre les deux jambes représentant un pagne ou une protection phallique ou bien encore un sexe démesuré et une tête pourvue de cornes, une antilope gravide rouge et une femme en position horizontale avec un ventre proéminent, des antilopes blanches qui défilent de gauche à droite.
Un motif est apposé au corps du "Grand Dieu", une expression symbolique caractéristique des peintures de cette période, un motif ressemblant à une sorte de méduse, qui ne correspond à rien de connu et s'inscrit dans les grandes compositions comme un sceau. Cette fresque exprime de toute évidence l'idée de la fécondité et son mystère, la vie et la fertilité. Il y a sur cette paroi le récit d'un des plus anciens mythes du monde.

## Folklore
La superstition locale des Touaregs du Tassili n'Ajjer, voudrait que le site soit habité par des djinns, sans doute en rapport avec les peintures étranges trouvées sur le site.

## Tourisme
Séfar fait partie du Parc culturel du Tassili. Interdite aux voyageurs et aux touristes depuis plusieurs années, en raison de la fragilité des peintures rupestres, la cité troglodyte de Séfar, plus grand musée d’art préhistorique à ciel ouvert au monde, est de nouveau ouverte aux visiteurs depuis novembre 2021. Le seul moyen d'y accéder est de passer le col qui mène au plateau du Tassili n'Ajjer est d’emprunter un chemin escarpé à pied, ce qui préserve le site d'une trop grande fréquentation touristique.
"Face aux enjeux géostratégiques contemporains, et devant les nouveaux schémas de développement et d'aménagement du territoire des régions sahariennes limitrophes, le ministère de la Culture a introduit, dans le cadre de la loi sur le patrimoine culturel (loi 98-04 relative à la protection du patrimoine culturel), une nouvelle catégorie de protection des valeurs culturelles et naturelles : le parc culturel- Une notion de protection des espaces géographiques où s'imbriquent et se juxtaposent, dans une configuration intelligible, les différentes valeurs culturelles et naturelles.
Les programmes de recherche en cours dans le parc répondent, d'abord, aux grands défis de la  conservation d'un patrimoine culturel et naturel fragile et vulnérable, soumis à des conditions climatiques extrêmes, ensuite à des impératifs de  socialisation, d'éducation, et de promotion des bonnes pratiques en matière d'utilisation durable de la diversité culturelle et naturelle auprès des  habitants du parc. La gestion du bien tient compte également de la forte valeur régionale du Tassili n'Ajjer comme l'un des éléments essentiels d'une ceinture écologique, qui réunit des espèces animales et végétales de type saharien, tropical et méditerranéen, adaptés aux rigueurs du climat. L'activité touristique génératrice de revenus et d'emplois au profit des populations locales est soumise à des conditions qui garantissent une meilleure exploitation des ressources naturelles et des biens culturels. Le tourisme est strictement contrôlé, les groupes de visiteurs sont toujours accompagnés par un guide officiel. Un des impératifs à long terme restera la gestion du tourisme dans ce bien immense (UNESCO)".

## Dans la culture
Yann Arthus-Bertrand y a tourné la fin de son documentaire, L'Algérie vue du ciel, sorti en 2015.